# Weidenthal
 Weidenthal là một đô thị thuộc huyện Bad Dürkheim, trong bang Rheinland-Pfalz, phía tây nước Đức. Đô thị Weidenthal có diện tích km², dân số thời điểm ngày 31 tháng 12 năm 2006 là 1946 người.